# Beania maxilladentata
Beania maxilladentata is een mosdiertjessoort uit de familie van de Beaniidae. De wetenschappelijke naam van de soort is voor het eerst geldig gepubliceerd in 2010 door Ramalho, Muricy & Taylor.